# Папирня (Хмельницкая область)
Папирня (укр. Папірня) — село в Городокском районе Хмельницкой области Украины.
Население по переписи 2001 года составляло 168 человек. Осталось около 60 человек. Почтовый индекс — 32008. Телефонный код — 3251. Занимает площадь 0,469 км². Код КОАТУУ — 6821289003.

## Местный совет
32008, Хмельницкая обл., Городокский р-н, с. Черниводы, ул. Центральная, 37